# سادکور

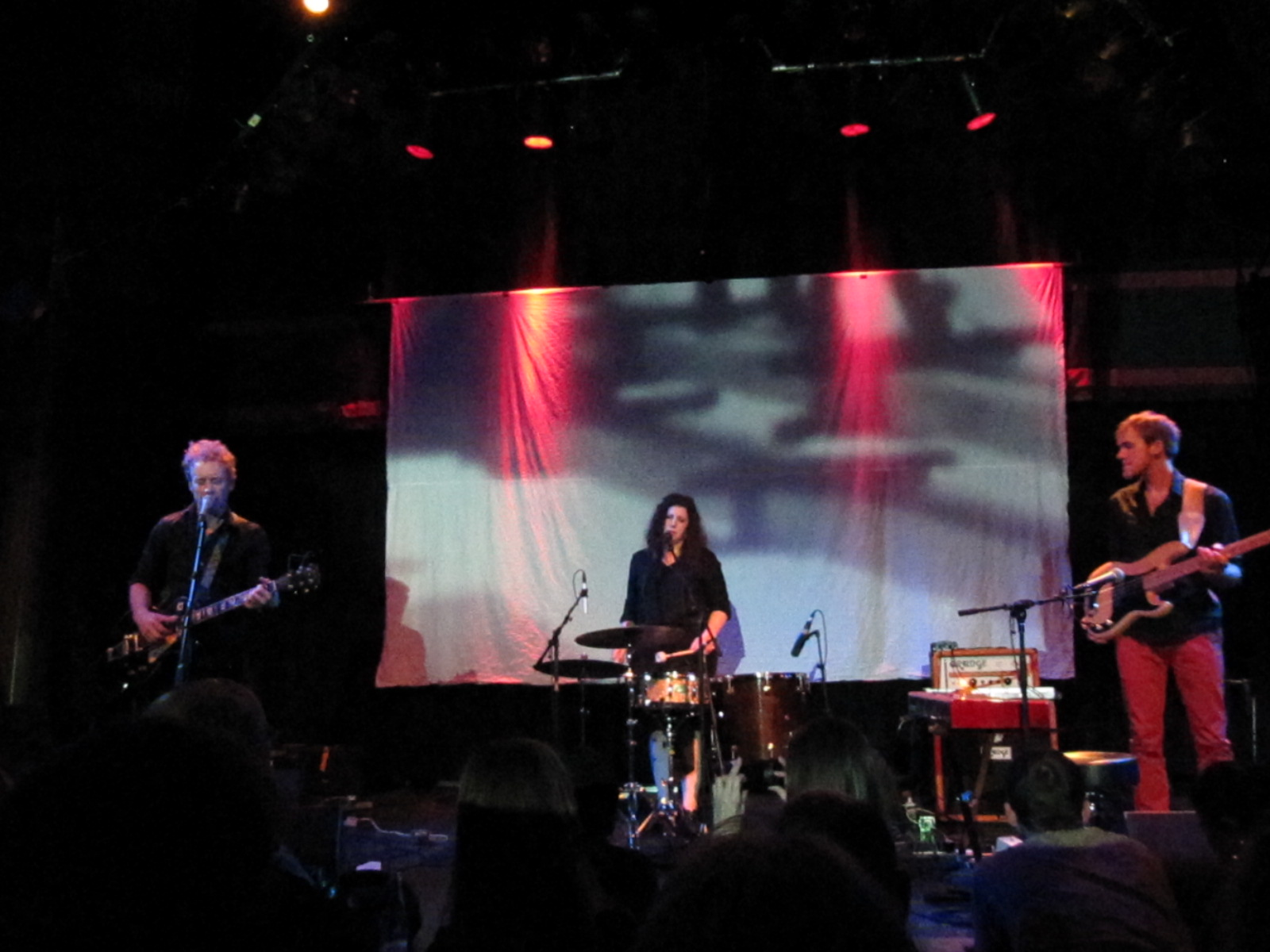

سادکور زیرشاخه‌ای است که گهگاه توسط روزنامه‌نگاران موسیقی برای توصیف نمونه‌هایی از آلترناتیو راک که با اشعار تیره و تار، ملودی‌های ضعیف‌تر و کندتر یا به‌طور متناوب، آهنگ‌هایی با ملودی‌های فریبنده و شادی‌بخش که به‌طور همزمان با ته‌نقش‌های غنایی یا تصاویر افسرده‌کننده، توصیف می‌شود. این یک تعریف کلی است که جنبش یا گروه خاصی را در بر نمی‌گیرد. بر اساس تعریف وب سایت آل میوزیک؛ این زیرشاخه به عنوان موسیقی ای برای «افراد افسرده» طبقه‌بندی شده‌است. سادکور گاهی مترادف با اصطلاح اسلوکور در نظر گرفته می‌شود، نقطه اشتراک هر دو در این است که اغلب به عنوان یک ژانر توسط گروه‌هایی که توصیف کننده آن هستند، رد می‌شود.
هفته نامه لس آنجلس ، شارلین مارشال (با نام مستعار کت پاور) را «ملکه سادکور» نامید. در سال ۲۰۰۶، The News Record از این اصطلاح برای اشاره به گروه Arab Strap استفاده کرد و صدای آنها را اینگونه توصیف کرد: «شبیه به اسکاتلند بومی: تاریک، سرد، بارانی و افسرده» و همچنین «تهاجمی و تاریک».
این اصطلاح هنوز در فرهنگ پاپ رایج است. موسیقی لانا دل ری «سادکورهالیوود» توصیف شده است.